# Aéroport de Lalibela
L'aéroport de Lalibela est situé à 10 km au sud-ouest de la ville de Lalibela, à 1 958 mètres d'altitude.

## Situation
| \| 100 km1:14 593 000 \| Jimma Diré Dawa Addis-Abeba Mekele Arba Minch Asosa Aksoum Dar Kombolcha Gambela Gode Gondar Humera Jijiga Kebri Dahar Lalibela Robe Semera Shire |
| 100 km1:14 593 000 |

## Compagnie aérienne et destinations
| Compagnies         | Destinations                                |
| ------------------ | ------------------------------------------- |
| Ethiopian Airlines | Addis-Abeba Bole, Aksoum, Baher Dar, Gondar |

Edité le 17/11/2023
- Liste des aéroports éthiopiens